# Ctenotus mimetes
Ctenotus mimetes (шашковий гребневухий сцинк) — вид сцинкоподібних ящірок родини сцинкових (Scincidae). Ендемік Австралії.

## Поширення і екологія
Шашкові гребневухі сцинки мешкають на рівнинах на південному заході Західної Австралії. Вони живуть в сухих чагарникових заростях і акацієвих рідколіссях, що ростуть на піщаних і суглинкових червоних ґрунтах. Відкладають яйця, в кладці 6 яєць.